# Stanhopea frymirei
Stanhopea frymirei är en orkidéart som beskrevs av Dodson. Stanhopea frymirei ingår i släktet Stanhopea och familjen orkidéer.
Artens utbredningsområde är Ecuador. Inga underarter finns listade i Catalogue of Life.